# Tobias Gottfried Schröer
Tobias Gottfried Schröer, írói nevén Christian Oeser magyarosan: Oeser Keresztély (Pozsony, 1791. június 14. – Pozsony, 1850. május 2.) drámaíró, tanár, evangélikus líceumi tanár, tanfelügyelő, iskolaügyi tanácsos, tankönyvíró.

## Élete
Édesapja könyvkötő-mester volt. Miután apja házánál bőséges alkalma volt könyvek olvasására, már gyermekkorában felébredt benne a tudományok iránti érdeklődés. Tanulmányait szülővárosában az evangélikus líceumban végezte, mely idő alatt két évet Győrött is töltött a magyar nyelv megtanulása végett. Már tanuló korában kiváló költői tehetséget mutatott és nagy szeretettel foglalkozott kisebb tanulók oktatásával, mire egyébiránt a szükség is vitte.
1806-ban meghalt apja, a fiú vándorszínész, majd nevelő lett. A hallei egyetemre járt, ahol teológiai és filológiai tanulmányokat folytatott. Csupán egy évet töltött itt, mert betegeskedése miatt haza kellett jönnie. 1817-től a pozsonyi líceumnál az első grammatikai osztály tanítója volt, majd 1818-tól az újonnan kialakított pozsonyi evangélikus leányiskola vezetőjévé, főtanítójává és a líceumban a német nyelv és irodalom rendkívüli tanárává választották meg. 1823-ban a líceum rektorhelyettesévé választották és mint ilyen a szintaxisták osztályát tanította.
Megalakított egy úgynevezett „kerekasztalt”, ahol többek között a szabad kulturális fejlődésért harcoltak. Politikai követeléseikért a rendőrség is felfigyelt tevékenységükre. Fontosabb művei álnéven és külföldön jelentek meg. 1839-ben jelent meg Thököly Imréről írott drámája A.Z. álnév alatt, Tököly címmel. Az 1848–49-es forradalom és szabadságharc idején kerekasztaluk felbomlott. Schröer visszavonult.
Felesége Langwieser Terézia (1805–1885) volt, 1825. január 11-én született meg fiuk Karl Julius Schröer, 1837 december 31-én Livia Aloysia Ludovica.
1833-ban Pius Desiderius álnéven megjelent Széchenyivel folytatott levelezése. 1833-ban az elhunyt Grósz János helyére a retorika és történelem tanára lett a líceumban, ahol a tízéves Jókai Mór is a növendéke volt, és ezt az állását 1849-ig viselte. Ekkor a bécsi kormány az általa szervezett pozsonyi kerületi iskolatanácsba császári és királyi iskolatanácsosnak nevezte ki, de ezen állásában alig működött fél évig.

## Írói álnevei
Christian Oeser; A.Z.; Theodoricus Schernberk, Elias Tibiscanus, Pius Desiderius.

## Művei
- Blumenlese aus den vorzüglichsten Werken deutscher Schriftsteller. Pressburg, 1820 (2. kiadás. Uo. 1826)
- Kurzgefasste deutsche Sprachlehre für Schulen... Uo. 1821 (2. kiadás 1825., 3. k. 1836. Uo.)
- Kurzer Abriss der Erdbeschreibung. Ein Leitfaden zum Privatunterricht. Uo. 1824 (2. bőv. kiadás 1828., 3. bőv. k. 1832., 4. bőv. k. 1839., 5. bőv. k. 1847. Uo.)
- Lectiones latinae in usum scholarum. Uo. 1826
- Orationes selectae ex historicis latinis. Uo. 1827
- Kurze Geschichte der deutschen Poesie und Prosa. Ein Leitfaden zu Vorlesungen und zum Privatunterricht. Uo. 1828
- Abriss der Geschichte von Ungarn. Ein Lehr- und Lesebuch für die vaterländische Jugend. Uo. 1829 (2. kiadás. Uo. 1841)
- Syntaxis latina regulis perspicuis ac concinnis comprehensa, captui potissimum juventutis accommodata. Appendix continet exempla germanica latine reddenda et prosodiam latinam. Uo. 1829
- Ueber Erziehung und Unterricht in Ungarn in Briefen an den Grafen St. Széchenyi von Pius Desiderius. Leipzig, 1833
- Compendium historiae antiquae, imprimis graecorum et romanorum tironibus conscriptum. Pressburg, 1836
- Die guten Mädchen, oder der Pfarrer von Lindenheim und seine Kinder, wie sie es treiben das Jahr hindurch, um recht gut und verständig zu werden und eine glückliche Jugend zu leben. Ein Lesebuch für Mädchen von 12-15 Jahren, mit eingestreuten Novellen, Schauspielen und Gedichten. Leipzig, 1838
- Die Religionsbeschwerden der Protestanten in Ungarn, wie sie vom Reichstage im J. 1833 verhandelt worden. Uo. 1838 (Elias Tibiscanus álnévvel)
- Weihgeschenk für Frauen und Jungfrauen. Briefe über aesthetische Bildung weiblicher Jugend. Uo. 1838 (2. bőv. kiadás 1840., 3. bőv. k. 1846. hat aczélm., 4. k. Briefe an eine Jungfrau cz. hat aczélm., két arczk. és fametszetekkel a szövegben. 1852., 5. bőv. k. A. W. Grube által 1856., 6. bőv. k. 1859. 12. k. 1870. 22. k. 1880. Uo. Magyarul: Samarjay Károly által szabadon átdolgozva: Az aesthetika főtárgyai cz. Komárom, 1853)
- Pallas Athene und die kleinen Griechen. Erstes Lesebuch für Knaben, die eist wackere Männer werden sollen. Nebst einem neuen Wörterspiele auf kleinen Tafeln zur Einübung der deutschen Satzlehre. Uo. 1839
- Wörterspiel zur leichtern Einübung der deutschen Satzlehre in Erzählungen aus der Mythologie. Uo. 1839
- Leben und Thaten Emerich Tököly's und seiner Streitgenossen. Historisches Drama von A. Z. Uo. 1839
- Die heilige Dorothea. Dischtung und Wahrheit aus dem Kirchenleben in Ungarn. Uo. 1839 (névtelenül)
- De studio antiquitatis rite instituendo, Oratio die 3a non. Sept. 1838. habita qua munus publicum auspicatus est. Posonii, 1839
- Lesebuch für die deutsche Jugend. Eine Sammlung von Erzählungen, Beschreibungen und Gedichten, zu Deklamations-, Verstandes- und Sprach-Übungen, besonders aber zur Erweckung eines poetischen Sinnes. Uo. 1839
- Weltgeschichte für Töchterschulen und zum Privatunterricht. Mit besonderer Beziehung auf das weibliche Geschlecht. Leipzig, 1841-42. Három rész (2. átnézett kiadás 3 aczélm. 1843., 3. jav. k. Chr. Gotth. Neudecker által 1848., 4. átdolg. kiadás Georg Weber által 1854. Uo.)
- Kurzer Leitfaden der allgemeinen Weltgeschichte für Töchterschulen und zum Privatunterricht. Mit besonderer Beziehung auf das weibliche Geschlecht. Uo. 1842 (2. átnézett kiadás 1844., 3. jav. k. Neudecker Chr. Gotth. által 1850. 4. jav. k. 1850., 5. átdolg. k. 1858. Uo.)
- Isagoge in eruditionem aestheticam. Posonii, 1842
- Archaeologia graecorum et romanorum. Uo. 1843
- Deutsches Lesebuch für die weibliche Jugend und zum Schul- und Privatgebrauch. 1. u. 2. Curs. Leipzig, 1844
- Geschichte der deutschen Poesie in leichtfasslichen Umrissen für die reifere Jugend beiderlei Geschlechts. Uo. 1844. Két rész (2. átdolg. kiadás. J. W. Schäfer által. Goethe és Schiller arczk. Uo. 1859)
- Der Vogel-heerd. Dramatisches Gemälde aus Luther's häuslichem Leben. Ein Geschenk für Frau und Kinder. Halle, 1845
- Krebse und derartiges Ungeziefer. Ein Fastnachtspiel. Von Theodoricus Schernberg dem Jüngeren. Sunderburg-Magdeburg, 1845
- Kurzer Abriss der allgemeinen Weltgeschichte für Schulen und zum Privatunterricht. 2. revidirte Auflage. Leipzig, 1846
- Theestunden in Lindenhain. Eine Sammlung von Gedichten, Novellen und Schauspielen. Uo. 1846. Két kötet
- Geschichte der Deutschen dem Volke erzählt. Bearbeitet unter Mitwirkung von C. Nacke. Uo. 1847. Rézm.
- Weihgeschenk für Jünglinge. Eine Vorschule zur aesthetischen Bildung. Breslau, 1849
- Hauschronik eines deutschen Schulmeisters in Ungarn. Leipzig, 1853 (Deutsches Leben, Herausg. von Heinr. Pröhle)

## Magyarul
- Magyar ország történetei rövid előadásban a' hazai ifjuság' számára; ford. Pajor Antal; Eggenberger, Pest, 1834
- Az aesthetika fő tárgyai. Mind a két nembeli érettebb ifjúság számára; Oeser után szabadon átdolgozta Samarjay Károly; Szigler, Komárom, 1853